# Connie Ediss
Connie Ediss (nacida como Ada Harriet Whitley; 11 de agosto de 1870 - 18 de abril de 1934) fue una actriz y cantante inglesa más conocida como una comediante rolliza y de buen humor en muchas de las populares comedias musicales eduardianas alrededor del cambio del siglo 20.
Después de comenzar su carrera en teatros provinciales en Gran Bretaña en el salón de música y el pantomima en la década de 1880, Ediss se dedicó a tocar en una serie de comedias musicales extraordinariamente exitosas en el Gaiety Theatre, Londres, a partir de 1896, y también tocó en varios musicales en Broadway.  Durante la Primera Guerra Mundial, comenzó una larga gira en Australia, regresando a Londres en 1919 para jugar en farces y comedias. Hizo algunas películas en la década de 1950.

## Primeros años y carrera
Nacida en Brighton en 1870 como Ada Harriet Whitley, Ediss fue la más joven de cuatro hijas de la molinera Jane Whitley née McClean (nacida en 1844) y John Whitley (1837–1909), un sastre de Brighton. Poco después del nacimiento de Ediss, Jane Whitley dejó a su esposo para vivir con Charles Coates (1850–1910), un pintor de casa, y llevó a su hija más joven con ella. Ediss entonces asumió el nombre de Ada Harriet Coates; sus padres nunca se divorciaron, y su madre nunca se casó con Coates. Es posible que Charles Coates fuera su padre biológico; en el censo de 1881 aparece como hija de Coates, pero en el de 1891 aparece como su hijastra. Más tarde pretendía decir que su madre y su tía habían sido miembros de la Compañía de Ópera D'Oyly Carte, pero como Richard D'Oyly Carte no producía ópera hasta después de que nacieran Ediss y sus hermanas, esa afirmación es dudosa. Comenzó su carrera en teatros provinciales a los 12 años, originalmente usando el nombre artístico "Connie Coutts". Ella hizo su primera aparición en un escenario londinense en 1893 cantando y bailando en espectáculos de variedades en el salón de música Trocadero de Albert Chevalier. También actuó en pantomima como actriz principal.

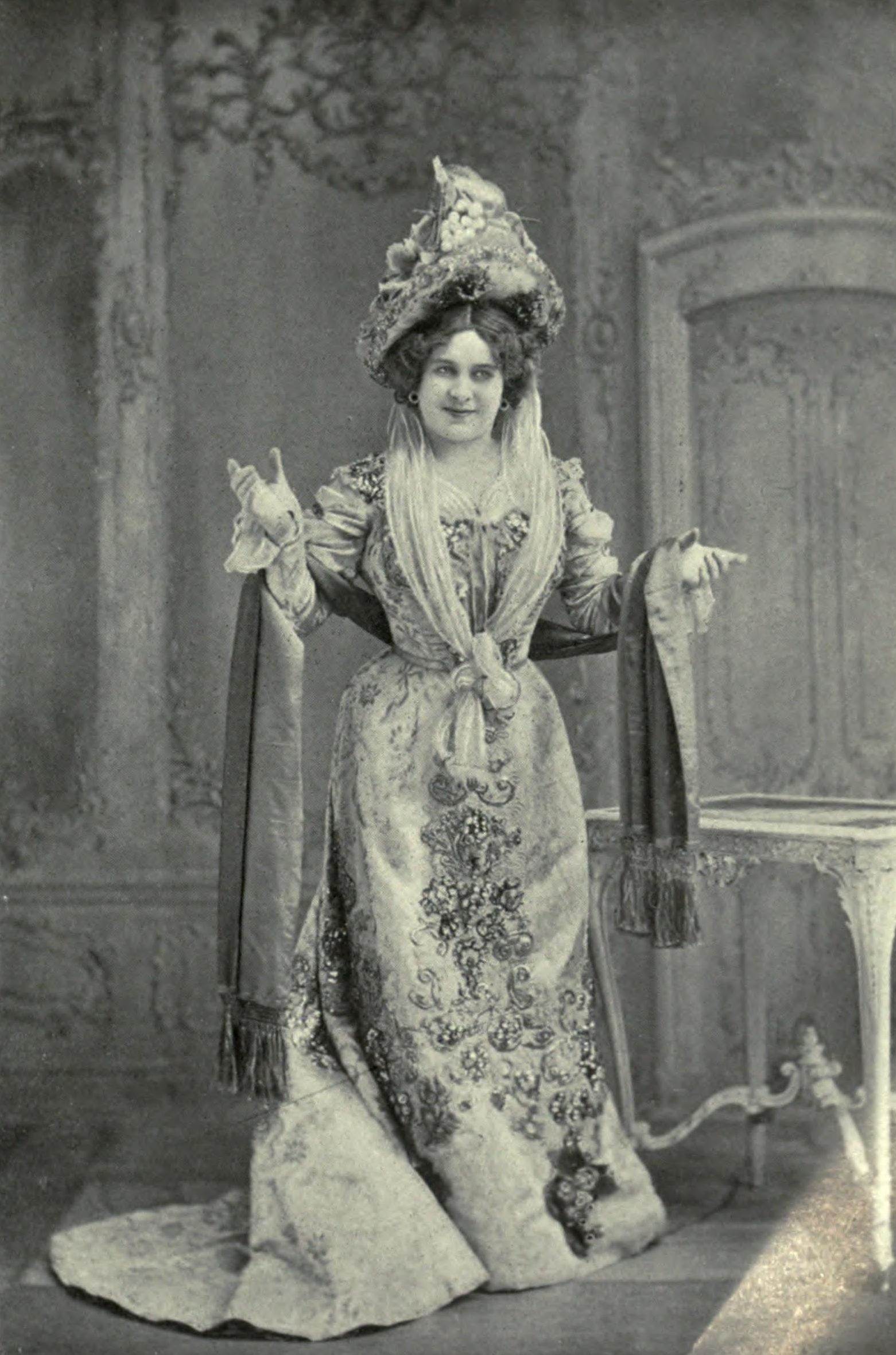
Ediss a mediados de 1903

En 1895 se casó con Asher Marks (1867–1936). Tuvo suerte en 1895 cuando le pidieron que se llenara de un enfermo Nellie Farren en el Gaiety Theatre, Londres. George Edwardes firmó Ediss a un contrato de tres años. El Times comentó más tarde, "Edwardes tenía un aire misterioso para las personalidades, y en su nuevo recluta encontró una personalidad, de hecho, una actriz con un 'sentido de la Gaiety', un comediante de un tipo raro, y un sano 'mirar' – sus propias palabras – florece a las orquídeas showgirls de la Gaiety". Edwardes la envió a Nueva York, donde apareció en la producción de Broadway de The Shop Girl como Ada Smith. Al año siguiente, regresó a Inglaterra para aparecer en comedias musicales de Edwardian en el Gaiety Theatre, comenzando con My Girl and The Circus Girl, como Mme. Drivelli.
En sus papeles en la Gaiety, ganó elogios críticos por su "brillo, vivacidad y humor". Se hizo conocida por sus personajes cómicos de "buxom burguesía". Estos papeles eran "invariablemente los mismos, cualquiera que fuera la obra ... la plomada, atractiva señora pequeña con el chuckle infeccioso y la cordura de Cockney entusiasta". Luego apareció en A Runaway Girl (1898) como Carmenita, The Messenger Boy (1900) como Mrs. Bang, The Silver Slipper, The Toreador (1901) como Amelia, The Orchid (1903) como Caroline Twining, The Spring Chicken (1905) como Mrs. Cintura y el nuevo aladdin (1906) como Espíritu del Anillo. En estos programas, popularizó canciones como "Rosie", "I Ride to Win" y "¿Qué podría hacer una niña pobre?" Entre dos de estos compromisos, realizó dibujos cómicos en un acto musical muy exitoso con Henry Lytton.
Ediss entonces fue enviada a Estados Unidos para aparecer como Sra. Henry Schniff en la producción de Broadway de 1907 La chica detrás del mostrador. THhe New York Times comentó sobre su "uso de un traje grotesco, un buen acento de Cockney, y un sentido prodigioso del humor". Más tarde, en 1907, viajó a Sudáfrica para una larga gira musical. Ella regresó a Broadway para la producción estadounidense de Los Arcadianos (1910) como Mrs. Smith. Luego regresó a Inglaterra para desempeñar un papel que se añadió para ella a The Girl in the Train (1910), en el que cantaba "Cuando estaba en el coro en la Gaiety". Del mismo modo, para Peggy (1911), cuando la popularidad del espectáculo comenzó a decaer, Edwardes tenía un nuevo papel escrito para Ediss.  En The Sunshine Girl (1912), como Brenda Blacker, el Daily Mail dijo que Ediss "se revela en la temeraria caída de" el papel. Ediss luego jugó en The Girl on the Film (1913) en la producción de Londres, y luego en la producción de Broadway, como Euphemia Knox.

## Años posteriores
En 1914, Ediss protagonizó la revista londinense Not Likely. Su siguiente papel fue en Broadway en el musical Suzi (1914) como Lina Balzer. Entonces estaba en una obra de Broadway, Stolen Orders (1915). Viajó a Australia y Nueva Zelanda en 1916 para otra gira que duró más de dos años, tocando en musicales y otras comedias.
Ediss finalmente regresó a Inglaterra en 1919 y no realizó más giras por el extranjero. Continuó su carrera en el teatro del West End, actuando en una farsa de larga duración, Lord Richard in the Pantry, con Cyril Maude y Lydia Bilbrook (1919), y luego en la comedia de suspenso The Ghost Train (1923). En 1926 apareció junto a George Barrett en una producción de la farsa comedia Bringing Up Father. Hizo una gira por las provincias del norte en 1928 en la farsa de Walter C. Hackett Other Men's Wives. Ella siguió esto con un renacimiento itinerante de Lord Richard in the Pantry. En la década de 1930, actuó en algunas películas: A Warm Corner (1930) como la Sra. Corner, The Temperance Fete (1932) como la Sra. Hearty y Night of the Garter (1933) como Fish.
Ediss ingresó en el hospital en noviembre de 1933 y se señaló que estaba "gravemente enferma con problemas cardíacos". Murió de una enfermedad cardíaca en Brighton en abril de 1934 a la edad de 63 años. Ediss, conocida por ser caritativa y regalar miles de libras, murió como una "mujer pobre" con un patrimonio de 300 libras esterlinas, que dejó a su hermana. Su funeral tuvo lugar en la iglesia de St Anne en Brighton.